# Đing năm

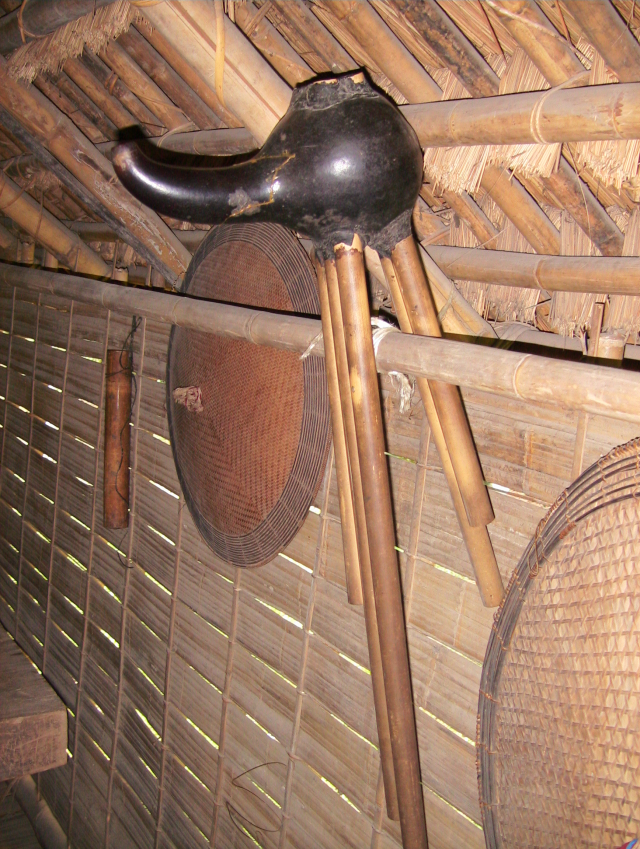
Một cây đing năm treo trên vách nhà dài của người Ê Đê.

Đing năm là một nhạc cụ họ hơi của một số dân tộc ở Tây Nguyên. Đing năm là cách gọi của người Ê Đê. Người Raglai gọi nó là Ku puốt, người M'Nông gọi là M'boắt. Thường dùng để thổi theo điệu hát Ayray, trong các lễ hội: Lễ cúng Bến nước, lễ cầu mưa, lễ mừng lúa mới, lễ lên nhà mới, tăng lễ.v.v.. Trong các lễ hội này nhạc cụ được sử dụng hát hay chỉ thổi theo làn điệu. Âm thanh trầm bổng, cao vút, vọng vang khác nhau, tạo được nết hoang sơ của núi rừng Tây Nguyên, âm thanh như cơn lốc xé toạc cả mảng núi rừng. Người sáng tạo ra Đing năm vào thời gian nào nhiều nghệ nhân vẫn không biết, họ chỉ biết thổi và ca hát.

## Hình dáng
Cấu trúc gồm 6 ống trúc dài ngắn khác nhau được xếp thành 2 bè, mỗi bè 3 ống. Cắm các ống xiên qua một quả bầu khô, dùng sáp ong rừng "dán" lại. Khi sáp khô thì khoét các lỗ trên đầu mỗi ống. Cuống trái bầu khô làm đầu thổi. Kỹ thuật làm kèn khó vì đòi hỏi người nghệ nhân phải biết thổi, có khả năng thẩm thấu cao

## Cách thổi
Người nghệ nhân thổi Đing năm thường thổi độc tấu hay đệm cho điệu hát Ayray của người Êđê. 
Hiện tại trước nguy cơ truyền thống cha ông bị mai một, có nguy cơ thất truyền. Điều đáng quan tâm là hiện tại người gia mới thổi, làm được kèn Đing năm.